# 楊程
楊 程（よう てい、ピン音:Yang Cheng, 1991年3月25日 - ）は、中華人民共和国・天津市出身のサッカー選手。中国サッカー・スーパーリーグ・河北華夏幸福所属。ポジションはゴールキーパー。

## 所属クラブ
ユース経歴
- 1998年 - 2000年  天津京鉄火車頭足球俱楽部
- 2000年 - 2002年  山東魯能泰山足球倶楽部

プロ経歴
- 2002年 - 2014年  山東魯能泰山足球倶楽部
- 2015年 -  河北中基足球倶楽部